# Malcolm Rose
Malcolm Rose (* 1953 in Coventry) ist ein britischer Jugendbuchautor. Sein erstes Buch mit dem Titel „Framed!“ (dt. "Todesschütze"), Auftakt einer Jugendbuchserie Traces, ist vom United States Board on Books for Young People und dem Children's Book Council als hervorragendstes internationales Buch für das Jahr 2006 vorausgewählt worden. Bis 2008 erschienen in der Reihe Traces insgesamt sechs Bücher.
Bis 1996 war Rose als Chemie-Dozent an einer Open University, England tätig. Heute ist er hauptberuflicher Jugendbuchautor und schreibt Thriller mit wissenschaftlichem Hintergrund. Er lebt mit seiner Familie in Sheffield. Er ist verheiratet und hat einen Sohn.

## Werke
Traces-Serie
- Todesschütze (Framed!), ISBN 978-3499215131
- Querschläger (Lost Bullet), ISBN 978-3499215148
- Serienmord (Roll Call), ISBN 978-3499215469
- Täterprofil (Double Check), ISBN 978-3499215476
- Sabotage (Final Lap), ISBN 978-3499215711
- Blutspuren (Blood Brother), ISBN 978-3499215704
- Lab 47: Gefahr aus dem Labor, ISBN 978-3401023441